# Емин Бояна
Емин Бояна (на албански: Emin Bojana) е албански революционер, участник в антиосманската съпротива от първата половина на XIX век.

## Биография
Роден е в село Бояне, Скопско. При избухването на Албанското въстание (1843 – 1844) Емин Бояна оглавява въстаниците от областта Дервент. Името му носи улица в Скопие.